# 宮本大島
宮本 大島（みやもと だいとう、1968年4月12日 - ）は、日本の書道家。本名は宮本大輔。福岡県宗像市生まれ。日本芸術院会員で文化功労者の古谷蒼韻に師事し、2006年に初めて日展に入選。以後は新聞社の書作家展や文化庁の日本代表書作展に選抜されるなど実績を残す。
福岡県内での業界への貢献にも腐心し、大学や教育機関で審査員や講師を務め、後進の指導、若い世代への普及を目指して活動している。
新潟大学教育学部書道科卒、福岡教育大学大学院美術教育修了。

## 来歴
1968年に宮本家に長男として生まれる。幼少期はバスケットボール部に所属し、無心で球を追う体育会系だったが、怪我を機に高校時代から「一生をかけられるものを」と書の道を志す。
師の古谷蒼院氏と出会い、以後は日展でも６年連続で入選を果たすなど、安定した筆運びと作風に定評がある。
書塾『大島書院』主宰。NPO法人「福博相伝の会」理事長でもある。
雅号の「大島」は生まれ育った福岡県宗像市にかつて存在した村の名前から。

## 人物
書道以外の文化活動にも造詣が深く、劇団「博多よかたい」を創設した。
2003年には、福岡市内で居酒屋「博多魚宴」を経営する有限会社大樹(現 大貴)を設立し、代表取締役。知人の店舗を買い受けた形で営業を始めた。現在、魚宴は宮本を慕う芸能人や著名人がたびたび訪れる名所としても知られる。
日本史好きである。

## 交友関係
経済界、芸能界との交流が深い。若い世代、年配、いずれも頼られやすい性格で、それが縁でビジネスに発展するケースも多い。
2021年には、男性ツインボーカルユニット の「リフライズ」を所属タレントとする芸能事務所「リライズエンターテイメント」を創業。
同年、伝統工芸とITテクノロジーの融合を目指す九州の法人組織「九州テク&アーツ協会」を発足させ、会長。
事務局組織として５ive bucksを置き、匠人会をはじめとする様々な組織体系を傘下におき、事業を展開する。

## 主な実績
- 日展入選(2007〜　6年連続)
- 日中子ども書画展　実行委員長(2007)
- 西日本新聞・新年のポスター揮毫(2010〜2016)
- 朝日新聞選抜
- 九州山口沖縄　俊秀10人展に出品(2013)
- 福岡県美術協会「書部会」委員( 2013〜2018)
- 福岡県展「書部門」審査員(2015)
- 福岡市書道協会　代表理事(2015〜2017)
- 粕屋地区美術展「書部門」審査員(2016)
- 大川市総合美術展「書部門」審査員(2017)
- 福岡文化連盟　青木秀奨励賞(2017)
- 福岡教育大学　非常勤講師(2017〜2019)
- 田川美術展「書部門」審査員(2018)
- 粕屋地区美術展「書部門」審査員(2019)
- 文化庁「東アジア文化都市2020北九州」日本代表書作家10名に選抜(2020)
- 劇団「博多よかたい」を創設、代表。
- 2009「博多の仙厓さん」於聖福寺
- 2012 「博多の恩人　聖一国師物語」於承天寺
- 2014   博多千年門落成記念「博多の恩人　聖一国師物語2」於承天寺
- 2015 「ひばるの桜」共催：福岡市　於南市民センター文化ホール
- 2016   「奇代のスーパースター〜博多の音二郎〜」於承天寺